# Artur Międzyrzecki
Artur Adam Międzyrzecki, né le 6 novembre 1922 à Varsovie, mort le 2 novembre 1996  dans la même ville, est un poète polonais, essayiste et traducteur de littérature française et anglo-saxonne, parolier, militant politique.

## Biographie
Il était le mari de Julia Hartwig.

## Traductions
- Guillaume Apollinaire, Zwierzyniec albo Świta Orfeusza (przekład i posłowie; Wydawnictwo Literackie 1963, WAiF 1983, 1989)
- Louis Aragon, Elza. Poemat (przekład i wstęp; Państwowy Instytut Wydawniczy 1963)
- Guillaume Apollinaire, Poeta zamordowany (opowiadania; wespół z Julią Hartwig; autor przedmowy; Wydawnictwo Literackie 1966, 1976, 1993).
- Arthur Haulot, Rudy (opowieść dla dzieci; Ruch 1967, 46 s.
- Gyula Illyés, Poezje (Państwowy Instytut Wydawniczy 1967)
- Antonio Machado y Ruiz, Serce i kamień. Wybór poezji (przekład i wstęp; Państwowy Instytut Wydawniczy 1967)
- Yves Bonnefoy, Ten sam ciągle głos. Wiersze (Państwowy Instytut Wydawniczy 1968)
- Artur Lundkvist, Wiersze (Wybór i opracowanie: Zygmunt Łanowski; Tłumaczenie wespół z Zygmuntem Łanowskim; Państwowy Instytut Wydawniczy 1968)
- Gyula Illyés, Poezje wybrane (ponadto wybór i nota biograficza; LSW 1970)
- Ja to ktoś inny. Korespondencja Artura Rimbaud (wespół z Julią Hartwig; Czytelnik 1970)
- Louis Aragon, Wieśniak paryski (proza; Państwowy Instytut Wydawniczy 1971)
- René Char, Wspólna obecność. Wybór poezji (także autor wstępu; Państwowy Instytut Wydawniczy 1972, 1981)
- Artur Międzyrzecki, 14 poems (przekład, z udziałem J. Batki; Iowa City, The Windhover Press 1972)
- Guillaume Apollinaire, Nowe przekłady wespół z Julią Hartwig; Wydawnictwo Literackie 1973; Wydanie następne poszerzone pt. Piosenka niekochanego i inne wiersze, Wydawnictwo Literackie 1994)
- Louis Aragon, Szafa z lustrem w pogodny wieczór [Utwór dramatyczny](wespół z Julią Hartwig; "Dialog" nr 7/1976)
- Jean Racine, Fedra. Tragedia w 5 aktach (Wyst. Teatr Mały, Warszawa 1977; Państwowy Instytut Wydawniczy 1978)
- Oscar Venceslas de Lubicz-Milosz, Miłosne wtajemniczenie. Fragment pamiętników kawalera Waldemara de L. (także autor posłowia; Wydawnictwo Literackie 1978; Wydanie 2 poprawione 1994)
- Molière, Szkoła żon (Wyst. Teatr Narodowy 1979; także autor słowa wstępnego; Czytelnik 1983)
- Arthur Rimbaud, Sezon w piekle; Iluminacje (także autor posłowia; Wydawnictwo Literackie 1980)
- Antonio Machado y Ruiz, Poezje wybrane (Ludowa Spółdzielnia Wydawnicza 1985),
- Rimbaud, Apollinaire i inni (antologia poezji; Czytelnik 1988); Nagroda miesięcznika "Literatura na Świecie" za przekłady poezji w 1988 r.)
- Guillaume Apollinaire, Wiersze miłosne (wespół z Julią Hartwig; Pavo 1992)
- O miłości (wybór: Julia Hartwig; Tenten 1994)
- Arthur Rimbaud, Poezje wybrane (wybór, opracowanie i wstęp; Ludowa Spółdzielnia Wydawnicza 1994)